# Kok (rzeka)
Kok (taj. แม่น้ำกก, RTGS Maenam Kok, IPA: mɛ̂ːnáːm kòk) – rzeka w Mjanmie i Tajlandii. Posiada swe źródło w birmańskim stanie Szan, przepływa następnie przez terytorium Tajlandii i wpada do Mekongu na granicy tajlandzko-laotańskiej w pobliżu miasta Chiang Saen. Spływy tratwami stanowią popularną atrakcję turystyczną.